# Lindernia abyssinica
Lindernia abyssinica é uma espécie botânica do gênero Lindernia pertencente à família Linderniaceae.